# Breiter Stein (Schwagstorf)

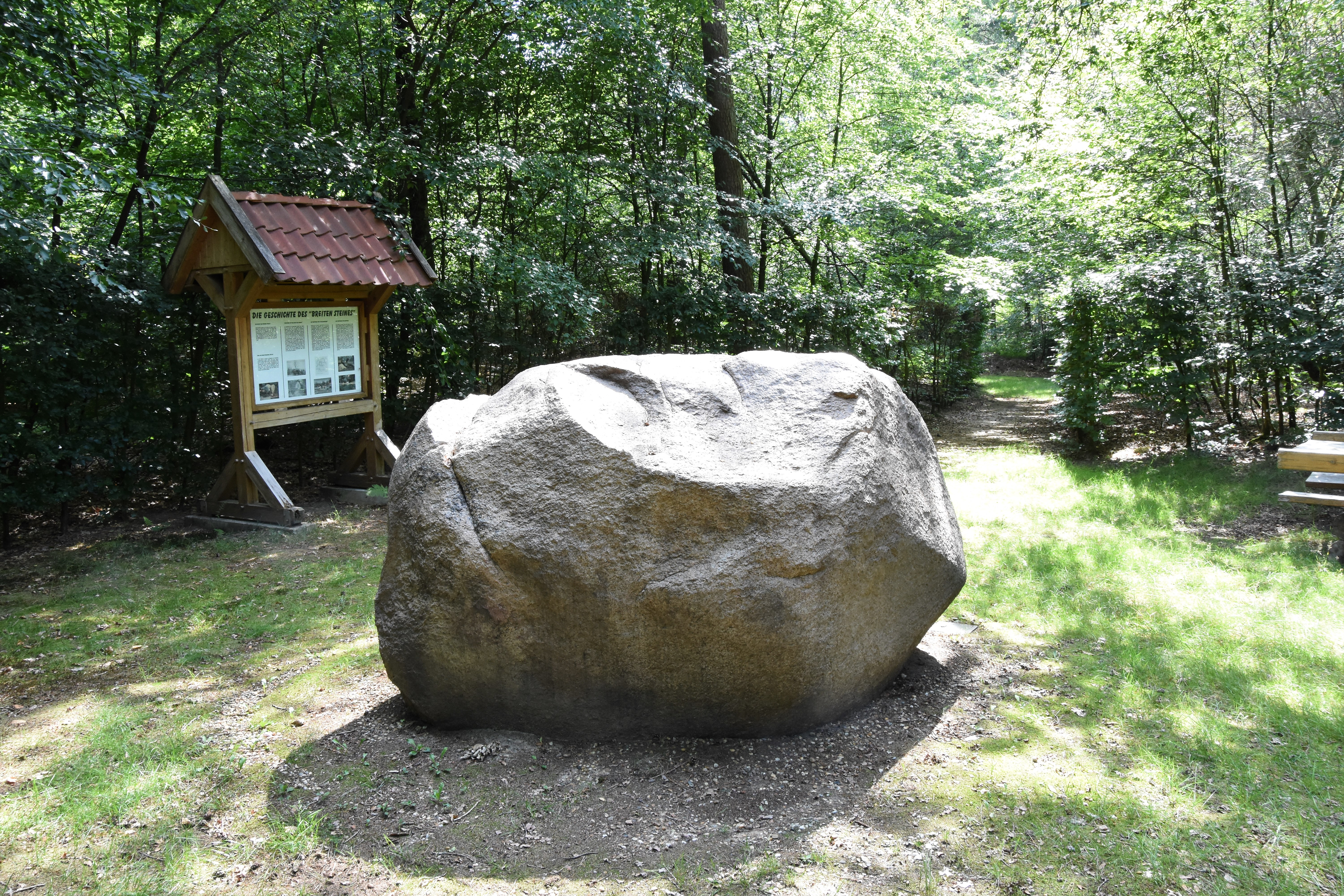
Der Breite Stein in Schwagstorf

Der Breite Stein oder auch Breitenstein ist ein großer Findling im Fürstenauer Stadtteil Schwagstorf. Der ursprüngliche Findling wurde 1909 für ein Bismarckdenkmal in Badbergen genutzt. Seit dem Jahr 2000 befindet sich am ursprünglichen Lageort ein ähnlich großer Findling.

## Lage
Der Breite Stein befindet sich auf einer Hügelkuppe in der Nähe der Bundesstraße 214 zwischen dem Fürstenauer Stadtteil Schwagstorf und der Gemeinde Ankum. In der Vergangenheit breiteten sich hier weite Heideflächen aus, welche mittlerweile Nadelwäldern und Ackerbau gewichen sind.

## Geschichte

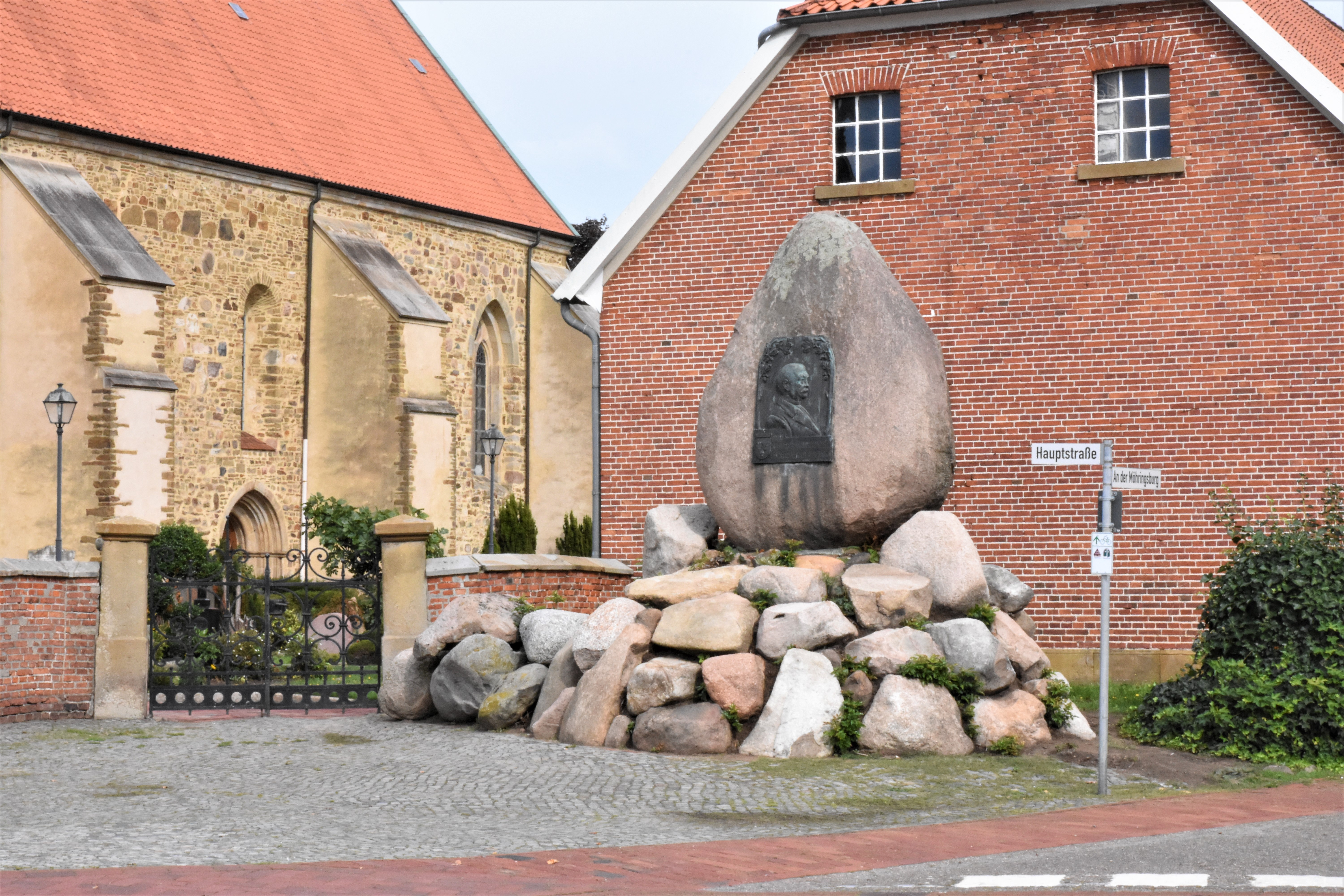
Der alte Breite Stein als Bismarckdenkmal in Badbergen

Es wurde in der Vergangenheit vermutet, dass der Breite Stein schon in der Vorzeit aufgrund seiner exponierten Lage auf einer Hügelkuppe, rituelle Bedeutung hatte. In der Zeit der Hollandgänger war der Breite Stein ein Treffpunkt, um gemeinsam in die nahen Niederlande zum Arbeiten zu ziehen.
1909 wurde der Breite Stein durch den Grundbesitzer an das Badberger Denkmalkomitee „für einen patriotischen Zweck“ verschenkt. Im November des Jahres 1909 wurde der Stein ausgegraben und unter großen Mühen nach Badbergen gebracht. So sollen zehn Pferde und 20 Mann zum Bewegen des Gespanns notwendig gewesen sein. In Badbergen wurde der Findling neben der evangelischen Kirche aufgerichtet und mit einer Denkmalplatte versehen. Das Bismarckdenkmal befindet sich noch heute dort.
Der Heimatforscher Dr. Adolf Graef aus Fürstenau beklagte den Abtransport des Steins als „Kultur-Barbarismus“, „ein Tempelraub an der Heimat und ihrer Geschichte“ sowie als „Schnöde Vergewaltigung eines germanischen Heiligtums“. Eine Protestnote Schwagstorfer Bürger und ein Bittgesuch an den Reichstagsabgeordneten Ernst von Hammerstein-Loxten blieben erfolglos, sodass der Breite Stein in Badbergen blieb.
Zum 1000-jährigen Jubiläum des Ortes Schwagstorf wurde im Jahr 2000 ein 50 Meter entfernter Findling, welcher zum großen Teil mit Sand bedeckt war und ähnliche Ausmaße hatte, ausgegraben und an die Stelle des alten Breiten Steines gesetzt. Dieser neue Breite Stein ist wieder als Treff- und Versammlungsort angelegt. Die ehemalige Heidelandschaft um den Breiten Stein ist mittlerweile einem Kiefernwald gewichen, sodass der Stein nun sich in einer Lichtung befindet.